# Tatort: Zweierlei Knoten
Zweierlei Knoten ist die 102. Folge der Fernsehreihe Tatort. Die vom Süddeutschen Rundfunk produzierte Folge wurde erstmals am 29. Juli 1979 im Ersten Programm der ARD ausgestrahlt. Für Kriminalhauptkommissar Eugen Lutz (Werner Schumacher) ist es der neunte Fall. Es geht um einen Mord an einem jungen Mädchen kurz nach der Haftentlassung eines einschlägig vorbestraften Frauenmörders.

## Handlung
Der wegen Sexualmorden an zwei jungen Mädchen zu lebenslanger Haft verurteilte Wenzel Hirmer wird 15 Jahre nach seiner Verurteilung zum Gefängnisdirektor Dr. Münzer gerufen, der ihm die Begnadigungsurkunde überreicht. Zu verdanken hat Hirmer seine Freiheit einem Gutachten des Psychiaters Prof. Pabst, der Hirmer attestiert, erfolgreich von ihm behandelt worden zu sein. Hirmer sagt zu, mit Prof. Pabst in Kontakt zu bleiben, der Anstaltspsychologe Dr. Steffen hingegen hat starke Bedenken gegen die Freilassung des seltsam introvertiert wirkenden Hirmer, kann sich aber mit ihnen nicht gegen das Gnadengesuch durchsetzen. Wieder in Freiheit, sucht Hirmer Prof. Pabst auf, um sich freiwillig weitertherapieren zu lassen; er hat bereits eine Arbeit und eine Unterkunft gefunden. Abends geht Hirmer zu einer Prostituierten, doch ist er gehemmt; als die Prostituierte sich von ihm bedroht fühlt, flieht Hirmer. Er sucht am nächsten Tag Pabst auf und erzählt ihm, dass er nachts ziellos durch Mannheim gelaufen sei und etwas Unbestimmtes gesucht habe, er erzählt ihm auch vom missglückten Bordellbesuch und dass er am liebsten in die Haftanstalt zurückkehren würde. Kurz darauf meldet sich Hirmer abends telefonisch bei Pabst und erzählt ihm, dass in seiner Wohnung  eine ermordete junge Frau liege. Hirmer beteuert seine Unschuld, befindet sich aber auf der Flucht, weil niemand ihm glauben werde. 
Pabst, der den Anruf aufgezeichnet hatte, verständigt die Polizei und spielt Lutz und Wagner das Band vor. Die Beamten fahren mit Pabst zu Hirmers Schrebergartenlaube, dort finden sie tatsächlich eine tote junge Frau; Pabst kann sie als Anja Küppers, die Freundin seines Sohnes Mark, identifizieren. Sie ist, wie die beiden jungen Frauen damals, erstochen worden. Pabst sagt, er sei nunmehr von der Schuld Hirmers überzeugt, doch als Hirmer ihn erneut anruft, beteuert er, Hirmer zu glauben und verabredet sich mit ihm. Beim Treffen mit Hirmer drängt Pabst darauf, sich zu stellen, doch dieser würde eher sterben als ins Gefängnis zurückzugehen. Als die von Pabst verständigte Polizei hinzukommt, flieht Hirmer auf einen Kran und will sich von dort aus in den Tod stürzen, doch Lutz kann ihn im letzten Moment festnehmen. Wagner sucht Kriminalrat a. D. Vogel auf, der damals die Mordfälle von Hirmer untersuchte. Wagner weist darauf hin, dass Hirmer seine Opfer damals im Wald verscharrt hatte, diesmal die Leiche allerdings in seiner Wohnung lag. Vogel erzählt Wagner, dass er Hirmer damals aufgrund von zwei Seemannsknoten überführt habe, mit denen er jeweils die Hände und Füße beider Opfer gefesselt hatte. Hirmer beteuert unterdessen im Verhör mit Lutz weiterhin seine Unschuld und gibt an, zur Tatzeit und die gesamten Stunden zuvor am Mannheimer Binnenhafen gewesen zu sein; als er spätabends nach Hause kam, habe er die Leiche in seiner Laube gefunden. Er habe das Mädchen nicht gekannt, doch auf Vorhalten eines Fotos durch Lutz erinnert er sich, die Tote aus dem Haus von Pabst kommen gesehen zu haben. 
Lutz sammelt daraufhin Spuren auf dem Binnenschiff, auf dem Hirmer gewesen sein will. Pabst hingegen versteht Lutz’ Zweifel an Hirmers Täterschaft nicht; er stellt Lutz gegenüber dar, wie sich Hirmer während der Haft mit einer Tat wie dieser negativ aufgeladen habe, so dass er sie erneut habe begehen müssen. Auf Lutz‘ Vorhalt, warum er mit diesem Wissen Hirmers Entlassung befürworten konnte, erklärt Pabst nur, dass er sich das selbst vorwerfe. Wagner sucht Hirmer unterdessen in der Untersuchungshaft auf und bittet diesen, Lutz’ Sekretärin Fräulein Porz zu fesseln. Wie von Wagner erwartet, fesselt er sie mit den beiden Seemannsknoten, wie seine beiden Opfer damals. Anja hingegen war mit einfachen Knoten gefesselt aufgefunden worden. Wagner gibt alle diese Fakten Lutz zu Bedenken, doch dieser glaubt an Hirmers Täterschaft, während Wagner Pabsts Rolle in dem Fall zweifelhaft findet. Er hält Pabst selbst für verdächtig und kann sich vorstellen, dass dieser ein Verhältnis mit der Freundin seines Sohnes gehabt haben könnte. Die Beamten suchen Pabst auf und befragen ihn, wie Anja mit Hirmer hätte mitgehen sollen, sie sei sehr schüchtern gewesen. Die Frage nach den Unterschieden der Fesselungsknoten beantwortet Pabst wissenschaftlich damit, dass Hirmer diese wegen der damaligen Taten im Gefängnis absichtlich verlernt hätte und deshalb Anja anders gefesselt habe. Er verweigert den Beamten die Vernehmung seines Sohnes Mark, nunmehr wird auch Lutz nachdenklich, doch der Oberstaatsanwalt möchte, dass  Lutz die Vernehmungsunfähigkeit von Mark Pabst anerkennt. Pabst sucht Hirmer im Gefängnis auf und versucht, ihm einzureden, er habe die Knoten in der Haft vergessen. Lutz und Wagner suchen während des Besuches von Pabst erneut Hirmer auf und fordern diesen auf, ihre Sekretärin zu fesseln, durch den Einfluss von Pabst fesselt Hirmer die Sekretärin mit einfachen Knoten. Lutz hält nunmehr auch Pabst für verdächtig und konfrontiert ihn damit, dass Hirmer die Knoten noch vor einer Woche beim ersten Test durch Wagner gekonnt habe. 
Pabst geht mit Lutz und Wagner mit auf die Wache und legt ein Geständnis ab. Er hätte, seitdem Anja bei ihm in psychiatrischer Behandlung war, ein Verhältnis mit ihr begonnen, sie habe dies am Tattag beendet,  worauf er sie wegen der tiefen Kränkung getötet und in Hirmers Schrebergartenlaube abgelegt habe, da er durch die Sitzungen wusste, dass Hirmer stunden- und manchmal tagelang ziellos durch die Stadt streife. Wagner genießt den Triumph, während Lutz weiterhin zweifelt. Pabst war relativ unbeeindruckt während des Gesprächs und legte plötzlich ohne Not das Geständnis ab, als die Beamten erneut auf eine Vernehmung seines Sohnes drängten. Die Beamten suchen daraufhin die Villa Pabst auf und drängen auf ein Gespräch mit Mark. Sie unterrichten Mark vom Geständnis seines Vaters, daraufhin berichtet Mark, dass Anja am Tattag mit ihm Schluss gemacht hatte, daraufhin hatte er sich betrunken und Selbstmord begehen wollen, auf sein Drängen war Anja noch einmal zu ihm gekommen. Als sie ihm dann noch einmal ins Gesicht sagte, dass sie mit einem anderen Mann ein Verhältnis begonnen hatte, tötete Mark sie im Affekt. Als er anschließend versuchte, sich selbst zu töten, war sein Vater nach Hause gekommen, rettete ihn, und Mark habe ihm die Tötung Anjas gestanden. Daraufhin redete Pabst seinem Sohn ein, nicht schuld an AnjasTod zu sein und deponierte die Leiche gefesselt in der Gartenlaube Hirmers, um diesem den Mord  zuzuschieben.

## Einschaltquote und Hintergrund
Bei der Erstausstrahlung konnte diese Folge Zuschauer in einem Marktanteil von 46 % binden. Die Folge wurde zwischen dem 9. August und dem 20. September 1978 in Stuttgart, Ludwigsburg, Mannheim und im Studio 4 des SDR gedreht.

## Kritik
Die Kritiker der Fernsehzeitschrift TV Spielfilm beurteilten diesen Tatort später als mittelmäßig und kommentierten: „Dieser Fall hat schon Staub angesetzt.“